# Мансурова Марджан Кахраман кизи
Марджан Кахраман кизи Мансурова (азерб. Mərcan Qəhrəman qızı Mansurova; 1 липня 1908, Алікасимли, Бакинська губернія — ?) — радянський азербайджанський хлібороб, Герой Соціалістичної Праці (1949).

## Біографія
Народилася 1 липня 1908 року в селі Алікасимли Ленкоранського повіту Бакинської губернії (нині село в Джалілабадському районі Азербайджану).
З 1930 року — колгоспниця, ланкова колгоспу імені Асланова, з 1969 року — доярка радгоспу імені Асланова Джалілабадського району. У 1948 році одержала врожай пшениці 29,5 центнерів з гектара на площі 20 гектарів.
Указом Президії Верховної Ради СРСР від 1 липня 1949 року за отримання в 1948 році високих урожаїв пшениці Мансуровій Марджан Кахраман кизи присвоєно звання Героя Соціалістичної Праці з врученням ордена Леніна і золотої медалі «Серп і Молот».
З 1968 року — пенсіонер союзного значення.
Активно брала участь у суспільному житті радянського Азербайджану. Член КПРС з 1952 року.